# 森山未唯
森山 未唯（もりやま みゅう、2000年3月14日 - ）は、日本の女優、タレント、マジシャン。神奈川県出身。身長160cm。血液型はB型。ウイント所属。愛称は、みゅー、みゅうみゅう。

## 略歴
2000年、神奈川県に生まれる。
2007年、料理バラエティ番組『笑顔がごちそう ウチゴハン』の子役オーディションで、2000名を超える応募者の中から妹役に選ばれて芸能界デビュー。オーディション参加のきっかけは「ぐっさん（山口智充）や江角マキコさんと美味しいごはんが食べられるよ」という父親による勧めだった。
2012年から品川女子学院の中等部と高等部に在学。在学中に「一度しかない学生生活に集中しよう」と芸能活動を中断。
高校在学中の2016年、ダンス部部長として『日本高校ダンス部選手権』全国大会のビッグクラスで入賞（産経新聞社賞）を果たしたほか、全国高等学校ダンス部選手権「DANCE CLUB CHAMPIONSHIP」でも入賞(Chiyoda賞)を獲得した。
2018年、明治大学国際日本学部に入学。大学在学中に大学の仲間と結成したダンスグループMrs.SAMMで大学対抗K-POPカバーダンスコンテスト『UNI♡KP』にて入賞を果たした。また、ゼミの中で演出家である奈良橋陽子の話を聞いて「女優の道をもう一回やろう」と決意した。
2021年、コロナ禍で日常が急変した中で自分の楽しめることに挑戦していきたいとの思いから、女優復帰へのきっかけになればとして応募した全国の女子大学生・専門学生を対象としたミスコン『CampusAward 2021』で、総勢4000名を超える参加者の中からファイナリストに残り、キレイライン賞とネクストモデル・アクトレス賞をダブル受賞した。
2022年12月、ウイントに所属して現在の芸名である森山未唯として芸能活動を再開し、舞台『少年Komplex番外公演第三弾 「ALICE×STORY ~ Merry Xmas to ALL!!~」』に出演した。
2023年6月にドラマ『刑事7人 Season 9』に幼稚園職員役として出演。7月には『全力!脱力タイムズ』の疑似恋愛コーナーに出演した。11月8日、15日に『水曜日のダウンタウン』で放送された「名探偵津田」の企画で村で発生した事件を解決する探偵津田篤宏の推理をサポートする大学生役として出演し、放送中からその演技や容姿が大きな反響を呼んでXトレンド入りし、SNSのフォロワー数が1000人から18000人に増えるなど話題となった。2024年6月、神奈川県警察創立150周年記念イベントで神奈川県警察防犯大使を委嘱された際にもニュースで多数取り上げられた。同年12月には『水曜日のダウンタウン』に、前回演じた大学生の双子の妹役で2度目の出演を果たし、さらなるフォロワー数を増やして、Xで再びトレンド入りした。
2023年11月にウイントのファンクラブサイト「Wぃちゃん」を開設した。同期の北沢蘭とともにメインMCとして月2回のペースで自身および事務所所属タレントをゲストとして招いて活動の紹介やファンとの交流を行う配信を行った。10か月に渡って20回の配信が行われたが、2024年9月をもって「Wぃちゃん」活動は休止となった。2025年3月15日には自身の25歳の誕生日に合わせて初のファン交流イベント「25th 1on1オンラインバースデーイベント」を実施した。
2024年8月、『週刊ヤングジャンプ』No.35（集英社）の巻末に登場し、雑誌グラビアデビュー。水曜日のダウンタウン2回目の出演時には発売から4カ月後にも関わらずヤンジャングラビアサイトで再登場デイリーランキング1位を獲得した。2025年2月に週プレ PHOTO BOOKのデジタル写真集を発売、写真集が好評につき2025年4月に『週刊プレイボーイ』本誌の巻末グラビアに緊急掲載された。2025年3月には『週刊ヤングジャンプ』のセンターグラビアに再登場した。

## 人物
- 小さい頃からダンス（バレエ、ジャズ、ヒップホップ、K-POP）が得意である。
- 高校時代にはカナダに短期留学するなど語学習得にも力を入れており、英検1級を取得している[3]。また、K-POPや韓国ドラマなどの韓国文化に触れたことをきっかけとして独学で韓国語を習得し、K-POPのイベントでMC 兼 日韓通訳を務めており、今後も海外の仕事にも積極的に関わりたいと語っている[15]。
- 女優以外での独自性を出したいとマジックを習得し[15]、マジシャンコミュニティillusに所属しプロのマジシャンとして活動している。
- 憧れの女優は米倉涼子で「ミュージカル『シカゴ』を見た時、こんな人になりたいって思って」女優を目指したと語っている[37]。
- 野球が趣味で、よくプロ野球観戦をしており、子どもの頃から家族そろって巨人ファンである。特に内海哲也投手のファンだった[38][12]。

## 出演

### テレビドラマ
- 菊次郎とさき 第8話（2007年8月23日、テレビ朝日） - 菊次郎の継父の子 役
- 連続テレビ小説 ゲゲゲの女房 第116回（2010年8月10日、NHK） - 村井藍子の上級生 役
- ドロクター〜ある日、ボクは村でたった一人の医者になった（2012年、NHK BSプレミアム） - 門倉の孫娘 役
- ハイスクール歌劇団☆男組（2012年、TBS） - マミ 役
- シコふんじゃった！ 第1話（2022年、ディズニープラス） - チアリーダー 役
- 刑事7人 Season9 第3話（2023年6月21日、テレビ朝日） - 幼稚園職員 役
- やわ男とカタ子 第1話（2023年8月7日、テレビ東京） - 女性客 役
- 伝説の頭 翔 第4話（2024年8月9日、テレビ朝日） - 外町小百合の友人 役[39]
- Qrosの女 スクープという名の狂気（2024年10月7日 - 12月9日、テレビ東京） - 島崎ルイ 役[40]
- 無能の鷹（2024年10月11日、テレビ朝日） - 就職活動生 役[41]
- ワカコ酒 Season8 第5夜「けむりの旨み」（2024年2月5日、BSテレビ東京） - カップル客 役[42]
- 天久鷹央の推理カルテ 第1話・第2話（2025年4月22日・29日、テレビ朝日） - 水原真樹 役[43][44]
- 大河ドラマ べらぼう〜蔦重栄華乃夢噺〜 第17回（2025年5月4日、NHK） - 町娘役[45]

### テレビバラエティー
- 笑顔がごちそうウチゴハン（2007年 - 2010年） - ミュウ 役 レギュラー出演
- シェイクスピア・ラン 第3話（2022年）
- シェイクスピア・ラン 第18話（2022年）
- 全力！脱力タイムズ【ぼる塾あんり＆松下洸平、こんな楽しいんだ!?の巻】（2023年7月14日） - ダンサー ユイ 役
- 水曜日のダウンタウン
  - #354、#355【犯人を見つけるまでミステリードラマの世界から抜け出せないドッキリ、めちゃしんどい説】（2023年11月8日、15日） - 探偵助手の大学生 鈴木理沙 役[46][14]
  - 名探偵津田第3話 怪盗vs名探偵〜狙われた白鳥の歌〜 (2024年12月18日) - 探偵助手のホテル従業員 佐々木理奈 役[47][26]

### その他テレビ番組
- 未来探訪 〜世界に誇る日本の技〜 (2025年5月10日、テレビ埼玉)[48]
- 大学発掘バラエティ キャンパスライフTV 2025 〜世田谷3大学編〜（2025年7月19日、テレビ埼玉）[49]

### 舞台
- 手塚治虫ドラマシアターvol.3「モモンガのムサ」（2013年） - ムサ 役
- 手塚治虫ドラマシアターvol.4「紐／カノン」（2013年）
- 少年Komplex番外公演第三弾 「ALICE×STORY ~ Merry Xmas to ALL!!~」（2022年）
- SKELTON COLOR「GO TO the MOOOOOON!!!」（2023年12月7日 - 10日、中野テアトルBONBON） - 小保方 役
- Alexandrite Stage Produce「CHICACO 2025」（2025年2月14日 - 23日、キンケロ・シアター） - 相葉舞 役[50]
- DisGOONie Presents Vol.15 舞台「恋ひ付喪神ひら」（2025年6月6日 - 15日、シアターH） - 珠光小茄子 役[51]
- 舞台「REAL AKIBA BOYZ〜Over The Future!〜」（2025年9月20日 - 28日〈予定〉、こくみん共済 coop ホール/スペース・ゼロ） - 愛沢ミナミ 役[52]

### CM
- 日本食研ホールディングス「ハンバーグ作り」(2024年5月2日、2024年5月3日) - テレビ朝日系列 全力坂の全力商品コーナーにて マリコ 役
- IKOI GROUP 企業ブランドCM (2024年7月5日 - ) - 朝日放送 おはよう朝日です、「とことん」篇 - 30秒CM - YouTubeにて 介護士役[53]
- クレディセゾン 『一緒に歴史を、つくりにいこう。』篇 90秒 - YouTube(2024年) - スポーツバーで応援する女性役
- エステティックTBC WEB、SNS広告 (2024年10月 - )
- サントリー「ワールドKANPAIビール」WEBムービー（2025年4月22日 - ）[54]
- ウェルキッズ 「ウェルキッズ フォト」 WEB CM（2025年7月-） - 保育士役[55]

### その他
- The Old Maid 「Stuck in Love」（2021年） - MV 少女役
- 「KPOP INFECT SPECIAL STAGE」（2023年） - MC 兼 韓国語通訳
- STAYC Japan 3rdシングル「LIT」リリース記念 YouTube Live （2023年） - MC 兼 韓国語通訳
- FERNANDEZ FILM Unbroken ( Korean) - YouTube（2024年） - 映像作品 女性役
- 神奈川県警察創立150周年記念イベント「世代を超えた防犯フェスタ2024」[56]（2024年6月1日） - 神奈川県警察防犯大使
- 神奈川県警察 防犯啓発動画 - YouTube (2024年) - 神奈川県警察防犯大使としての啓発活動[57][58]
- 韓国ロッテグループキャラクター BELLYGOMコラボSNS動画 (2025年4月3日)[59]
- Imase「惑星ロマンス」(2025年) - MV 女子学生役[60]
- 配信ショートドラマ「デパコスBA戦争」（2025年6月2日、DMM TV） - 佐々木唯の友人役[61]
- YouTubeドラマ 未明シアター短編ホラー「裏選挙」（2025年7月19日、ホリプロデジタルエンターテインメント） - ミキ役

## 書籍

### デジタル写真集
- 君の答えがわかるまで（2024年8月1日、集英社［YJ PHOTO BOOK］、撮影：大藪達也）[62]
- みゅうづくし（2025年2月24日、集英社［週プレ PHOTO BOOK］、撮影：後野順也）[63][64]
- たどり着いた答え（2025年3月19日、集英社［YJ PHOTO BOOK］、撮影：森脇裕介）[65]

### 雑誌
- 週刊ヤングジャンプ
  - 2024 No.35 特大号（2024年8月1日、集英社） - 巻末グラビア
  - 2025 No.16 (2025年3月19日、集英社) - センターグラビア[36]
- 週刊プレイボーイ
  - 2025 No.17(2025年4月14日、集英社) - 巻末グラビア[66]
  - 2025 No.21(2025年5月12日、集英社) - 巻末記事「K-POPアイドルの世界」のナビゲーターとして[67]

### 新聞
- デイリースポーツ (2023年12月11日)- 「新時代に注目スター令和にキラリ」インタビュー[68]